# Uta Pilling
Uta Pilling (* 1. November 1948 in Westerhausen; † 8. Juni 2020 in Leipzig) war eine deutsche Musikerin, Liedermacherin und Malerin.

## Leben
Uta Pilling wurde 1948 als Tochter eines Lehrerehepaars geboren und wuchs mit fünf Geschwistern in Börnecke und Oschersleben auf. 1969 begann sie zu malen und zu schreiben. Im selben Jahr heiratete sie den Magdeburger Maler und Grafiker Günter Pilling (1918–2001). Uta Pilling war Mutter von fünf Kindern, die vier verschiedene Väter hatten.
1975 wurden erstmals Werke von Uta Pilling in der Berliner Kirche Ss. Corpus Christi ausgestellt, nach 1990 folgten deutschlandweit Ausstellungen mit ihrer Malerei.
1990 lernte sie den Leipziger Sänger, Dichter und Vortragskünstler Jens-Paul Wollenberg kennen, mit dem sie bis zu ihrem Tod zusammenlebte und ab 1992 einige Chanson- und Liedermacher-Alben aufnahm. Uta Pilling arbeitete vornehmlich als stadtbekannte Straßenmusikantin mit eigenen Liedern in Leipzig, als Instrument spielte sie ein Akkordeon. Bereits zwischen 1990 und 1996 zogen Pilling, Wollenberg und drei ihrer Kinder zeitweise als Straßenmusiker unter dem Namen Leipziger Lumpengesindel durch Deutschland, Holland, Luxemburg und Österreich. Von 2001 bis zu ihrem Tod trat sie allein in den Leipziger Fußgängerzonen als Straßenmusikerin auf. In den letzten Lebensjahren erblindete Pilling.
Uta Pillings unorthodoxes Leben nah am Existenzminimum war Gegenstand mehrerer Fernseh- und Kinodokumentationen. Sie galt in Leipzig als Original.

## Werke (als Illustratorin)
- Jens-Paul Wollenberg: Drei Treppen tiefer. fhl Verlag, Leipzig 2011, ISBN 978-3-942829-12-0.

## Diskografie (zusammen mit Jens-Paul Wollenberg und anderen Künstlern)
- 1992: Razzia im Paradies, DNB 352769440
- 1994: Ein Wrack im Frack, DNB 355350963
- 1997: Alptraum Arche, DNB 356095932
- 1998: Sag niemals Tango, DNB 357237498

## Filmografie (Dokumentationen)
- 1990: Cinématon N°1184. Uta Pilling, Regie: Gérard Courant
- 1998: „Ich hab’ meine Tante geschlachtet … “ – Uta Pilling und Jens Paul Wollenberg. Lebensläufe, Folge 5 (MDR)
- 2015: Akt. 4 Leben ein Akt, Regie: Mario Schneider[3]

- 2020: Uta, Regie: Mario Schneider